# ストックマン

ストックマンのロゴ

ストックマン（フィンランド語: Stockmann Oyj Abp）は、フィンランドの百貨店。

## 沿革

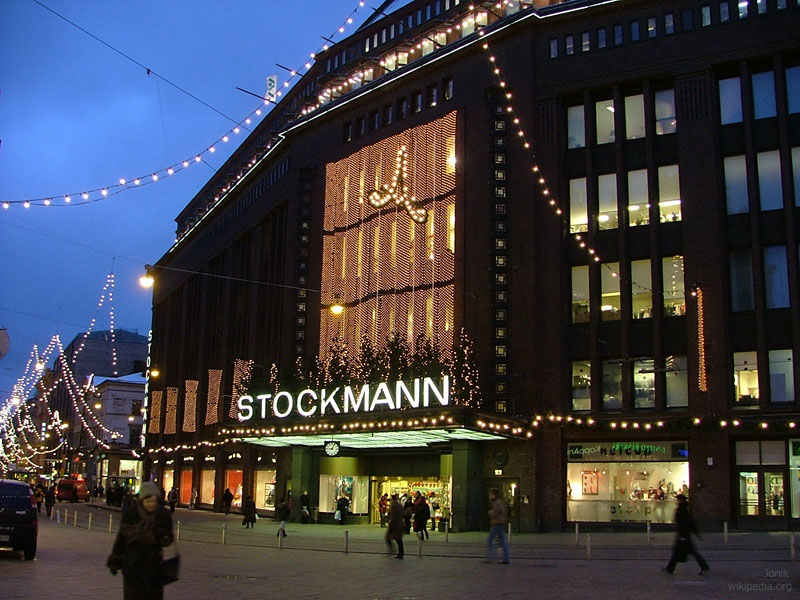
ストックマンのヘルシンキの本店。北欧最大のデパートである.

リューベック出身のドイツ商人ゲオルク・フランツ・ストックマンが、1862年に創業した。1902年に会社化され、株主はストックマン自身と、彼の息子カールとフランツだった。1930年、現在の場所に、回転ドア、ソーダ・ファウンテン、エスカレーターを備えた本店が建設された。同年、書店アカテーミネン・キルヤカウッパを買収。フィンランド初のテレビ放送は、1950年に本店から放送された。1950年代にタンペレ支店開店。1982年、トゥルク支店開店。1989年開店のモスクワ支店は、1998年に拡大して再オープンしている。2003年にはリガ支店を開店。
ストックマンは、百貨店部門、通信販売部門、セッパラ（衣料品専門チェーンストア）の3つに分かれている。ストックマン・オート部門では自動車販売を行ってきたが、EUの指示により、2006年に他の販売会社に3分割して売却された。現在、フィンランドのみならず、ロシア、エストニア、ラトビア、リトアニアに支店を展開している。
本体である百貨店部門は、7つの本支店と3つの書店、ザラ7店、ストックマン・ビューティー・ストアを展開している。ストックマン本店は、ヘルシンキ中心部にあり、北欧諸国の中で最も大きな店舗である。